# Karel Jindřich ze Žerotína
Karel Jindřich svobodný pán ze Žerotína (německy Karl Heinrich, Freiherr von Zierotin, asi 1672 – 27. února 1716, Dietfurt an der Altmühl) byl šlechticem, pocházejícím z falkenberské větve rodu Žerotínů, majitel moravského panství Rožnov-Krásno a velitel falcko-neuburského kyrysnického regimentu.

## Život

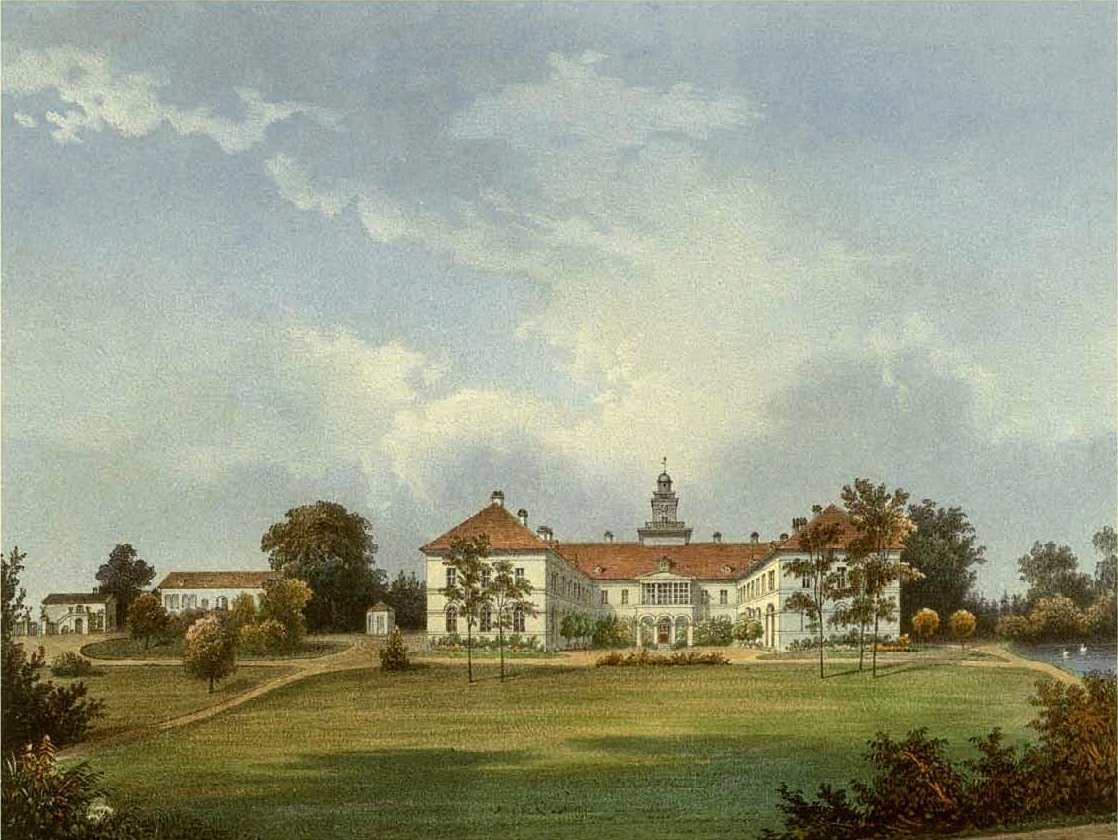
Zámek Tułowice na vedutě z počátku 19. století

Narodil se do rodiny Siegfrieda Erdmanna ze Žerotína, majitele panství Falkenberg (dnes Niemodlin) a Tillowitz (Tułowice) ve Slezsku a jeho manželky Anny Terezie svobodné paní ze Stillfriedu a Rattonitz. Měl řadu sourozenců, z nichž za připomenutí stojí zejména bratři Bernard Augustin (†1700) a František Ludvík (†1731). Jeho současníky byli také jmenovci Karel Jindřich ze Žerotína (†1683), člen losinsko-vízmberské větve rodu, majitel slezského panství Schön Johnsdorf (Witostowice) a Karel Jindřich ze Žerotína (†1689), příslušník meziříčské větve rodu, krajský hejtman Přerovského kraje a bratranec Siegfrieda Erdmanna ze Žerotína.
Roku 1706, po smrti bezdětného Maxmiliána Františka ze Žerotína z losinsko-vízmberské větve rodu, se stal Karel Jindřich dědicem rozsáhlého alodního panství Rožnov-Krásno, které na východě hraničilo s Uhrami. Krom tohoto statku dědil v roce 1708 také otcovské panství Tułowice, avšak zde zabředl do vleklých sporů se svou švagrovou Kateřinou Libštejnskou z Kolovrat, vdovou po předčasně zesnulém Bernardu Augustinovi, která na Tułowice uplatňovala nároky jménem svého nezletilého syna Františka Siegfrieda. Držba Tułowic byla Karlovi definitivně potvrzena až roku 1714, po náhlé smrti synovce Františka Siegfrieda.
Nejméně od roku 1703 byl Karel Jindřich ze Žerotína angažován ve vojenských službách; nejprve organizoval obranu moravské hranice u Vsetína (1703) a od roku 1705 sloužil pod Leopoldem Šlikem přímo v Uhrách, kde bojoval proti kuruckým povstalcům Františka II. Rákócziho. Na uherských bojištích setrvával i po roce 1708, kdy přestoupil k pluku Siegberta Heistera. Samotní kuruci se Žerotínova východomoravského panství dotkli v roce 1707, kdy vyplenili obec Horní Bečvu. Reakcí na kurucké výpady mohla být výstavba provizorního dřevohlinitého opevnění kolem zámku ve Valašském Meziříčí, zaznačeného na Moserově plánu města z počátku 18. století. Pravděpodobně po porážce Rákócziho povstání vstoupil do falcko-neuburského kyrysnického regimentu, přičemž zde zastával funkce plukovníka a posléze také velitele.
Nikdy se neoženil a zemřel bez potomků dne 27. února 1716 v bavorském městě Dietfurt, kde byl zřejmě i pohřben. Jeho majetky zdědil mladší bratr František Ludvík.

## Zakladatelská činnost na alodním panství Rožnov-Krásno
Ačkoliv se Karel Jindřich ze Žerotína na svém moravském panství příliš často nezdržoval, deset let jeho zdejší vlády se neslo ve znamení aktivní budovatelské a zakladatelské činnosti. Krom nových hamrů mezi Zašovou a Zubřím (1712), několika ovčích salašů, mlýnů a pil, patří mezi šlechticovy nejvýznamnější zakladatelské počiny následující místa a objekty.

### Pivovar v Rožnově pod Radhoštěm (1710)

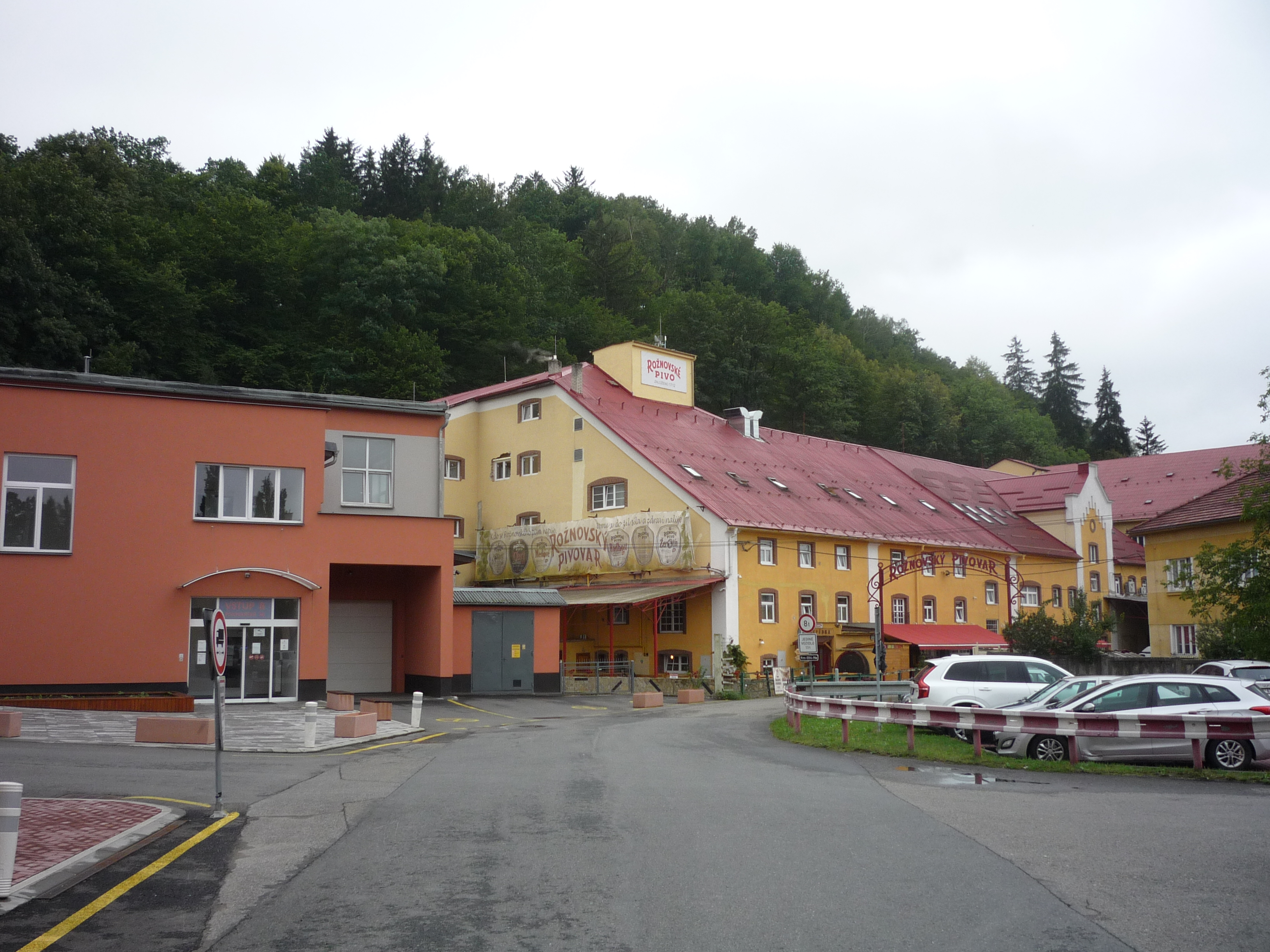
Pivovar v Rožnově pod Radhoštěm

Původním výrobcem a distributorem piva pro alodní panství Rožnov-Krásno a sousední biskupské léno Valašské Meziříčí byli sami meziříčští měšťané, jimž byla jejich práva na vystavování piva několikrát garantována Karlovými předchůdci. Žerotín se však rozhodl tyto předešlé výsady nerespektovat a roku 1710 zahájil, pod vedením kroměřížského stavitele Jiřího Kocourka, výstavbu vlastního vrchnostenského pivovaru v Rožnově pod Radhoštěm. Stavba byla dokončena v roce 1712.
Spor mezi Karlem Jindřichem ze Žerotína a meziříčskými měšťany byl ukončen rozhodnutím tříkrálového panského sněmu z roku 1715, který usoudil, že město Meziříčí nedovedlo svá privilegia dostatečně prokázat a šlechtic tak má právo si pivovar na svém panství nejenom postavit, ale také v něm vyrobené pivo zcela neomezeně čepovat a vystavovat. Vznik pivovaru ovlivnil též právovárečné měšťany z Rožnova, kteří napříště nesměli vyrábět vlastní pivo a k čepování museli odebírat pouze pivo vrchnostenské.
V latentní podobě pak pře probíhala až do roku 1724, kdy se Karlův bratr a nástupce František Ludvík ze Žerotína, díky intervenci kardinála a olomouckého biskupa Wolfganga Hannibala ze Schrattenbachu, rozhodl přistoupit k několika smírným ústupkům, jež meziříčským právovárečným měšťanům navrátily alespoň část jejich dřívějších výsad.

### Kostel Navštívení Panny Marie v Zašové (1714)
| „                         | Ten jakožto obršt při Neiburském regementu, učiníc slib ve vojně, začal kostel zašovský stavěti | “ |
| — Jan Bartoloměj Vranečka |                                                                                                 |   |

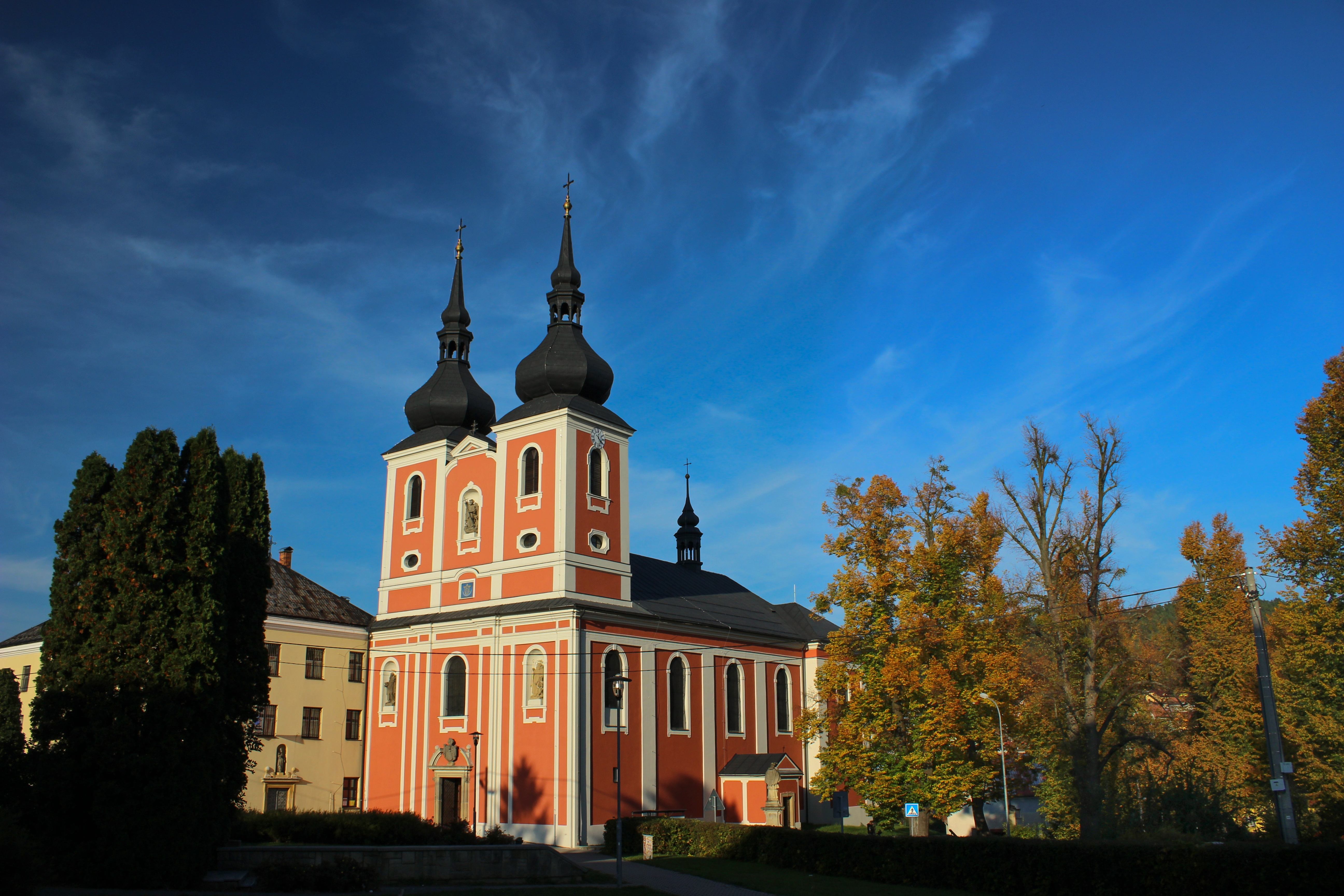
Kostel Navštívení Panny Marie v Zašové u Valašského Meziříčí

Citát, pocházející z kroniky zašovského rektora Vranečky (†1743), připomíná Karlovu pohnutku, s níž bývá stavba nového kostela v Zašové u Valašského Meziříčí tradičně spojována. Výstavba byla zahájena položením základního kamene dne 14. srpna 1714. Jméno architekta je neznámé, nicméně podobně jako v případě rožnovského pivovaru, i zde Karel Jindřich ze Žerotína využil služeb stavitele Jiřího Kocourka, jemuž vypomáhal polír František Petr z Dřevohostic. Kostel byl budován z lomového kamene, dováženého z blízkého kamenolomu, který otevřeli právě pro účely stavby.
Dokončení a slavnostního vysvěcení kostela se Karel Jindřich ze Žerotína nedočkal. Stavba byla dobudována až roku 1725 a zároveň s tím začal v jejím sousedství růst trinitářský klášter, jehož výstavba byla mimo jiné financována Karlovým bratrem Františkem Ludvíkem.

### Velké Karlovice (1714)
Karel Jindřich ze Žerotína využil hraničních sporů, vedených se sousedním vsetínským panstvím a na sporném území dal 8. listopadu 1714 založit ves Karlovice. Spory mezi vsetínským a rožnovsko-krásenským panstvím byly vyřešeny až v roce 1774, kdy byla nevelká část Karlovic, zvaná Malé Karlovice, připojena k panství vsetínskému. Nejasnosti panovaly také ohledně hranice, která nově zřízenou osadu dělila od Uher. Karel Jindřich ze Žerotína se snažil bránit uherským pasákům ovcí a dobytka v přístupu na karlovické pastviny, z čehož později povstalo několik ozbrojených půtek mezi pastevci a Žerotínovými osadníky.